# Cults (Aberdeen)
Cults, schottisch-gälisch A’ Chùilt, ist ein Vorort der schottischen Stadt Aberdeen. Er ist etwa sechs Kilometer westlich des Stadtzentrums am nördlichen Ufer des Dee östlich von Milltimber gelegen. Im Jahre 1991 verzeichnete Cults 5265 Einwohner. Cults wächst seit einigen Jahrzehnten sehr schnell und konnte seine Einwohnerzahl zwischen 1951 (1361 Einwohner) und 1991 vervierfachen. Historisch wurden verschiedene Mühlen in Cults betrieben; heute dient es als Pendlersiedlung für Aberdeen.
Im 19. Jahrhundert erhielt Cults einen eigenen Bahnhof an der Deeside Line der Great North of Scotland Railway, die von Aberdeen bis Ballater führte. Die Linie wurde jedoch 1966 geschlossen. Die A93 verläuft durch Cults und schließt die Ortschaft an das Fernstraßennetz an. Die A90 verläuft nur wenige Kilometer östlich.

## Persönlichkeiten
- Nan Shepherd (1893–1981), Schriftstellerin und Dichterin der Moderne